# Ziziphus chloroxylon
Ziziphus chloroxylon là một loài thực vật có hoa trong họ Táo. Loài này được (L.) Oliv. miêu tả khoa học đầu tiên năm 1889.